# Tometes camunani
Tometes camunani es una especie de pez actinopterigio characiforme de la familia Serrasalmidae que habita en el escudo guayanés, en Brasil.